# 2016년 민중총궐기
2016년 민중총궐기는 2016년 2월 27일에 1차 대회, 3월 26일 2차 대회, 11월 12일에 3차 대회가 진행되었다.

## 제4차 민중총궐기
2016년 2월 27일, 민중총궐기 투쟁본부가 3차 민중총궐기에 이어 4차에 걸쳐 주최한 민중총궐기 집회이다. 총궐기는 서울광장에서 오후 3시에 시작해서 오후 5시30분 경 종료됐으며, 이하 대학로 서울대학교병원까지 행진을 하고 마무리집회를 하여 오후 7시 경에 해산하였다.
이하 2월 11일 보성에서 도보로 출발한 백남기범국민대책위원회 순례단도 시위에 참가하였다. 이하 최근 박근혜 정부의 남북관계 긴장 고조, 개성공단 가동 중단 규탄 등에 대하여 전쟁반대평화실현국민행동 등의 참가 빼고는 민중총궐기 투쟁본부 내의 주최 단체가 거의 동일하게 참여하였다.
합법집회였기 때문에, 경찰이 행진 도중에 대오를 일시적으로 중단시켜 시위대와의 약간의 충돌을 빚은 일을 제외한 후, 역시나 경찰과 별다른 충돌이 없이 평화적으로 종료되었다.

### 주장
요구사항은 노동개혁안 반대, 밥쌀 수입 중단, 세월호 진상 규명, 역사교과서 국정화 반대 등 1차 민중총궐기의 11대 요구안을 그대로 계승하였다. 추가된 점이라면, 박근혜 정부의 개성공업지구 가동중단 규탄, 환경 보호 등등이 있다. 또한, 평화주의 관련한 구호에서는, 사드 배치는 굴욕이라며 배치 철회를 주장하기도 했다.
또한, 이석기 석방 현수막과, 대통령 처형 관련 플랜카드가 다시 보였기도 했다. 또한, 위안부 한일합의를 무효화하라는 주장을 하기도 했다.
특히, 테러방지법에 대하여 반대 서명운동, 적극 반대의사를 표명했다.

## 제5차 민중총궐기
2016년 3월 26일 일어난 시위

## 10월 29일 시위
박근혜-최순실 게이트를 규탄하고 박근혜 대통령의 퇴진을 촉구한 촛불집회이다. 집회명은 '모이자! 분노하자! #내려와라＿박근혜 시민 촛불'으로 주최 측 추산 5만 명, 경찰 추산 1만2000명가량이 참가했다.
한편 민중총궐기 투쟁본부는 11월 1일부터 12일까지 서울 종로구 청계광장에서 매일 촛불집회를 연다. 11월 5일과 11월 12일 토요일 집회는 대규모로 개최된다.

## 11월 5일 시위
11월 5일에는 광화문광장에서 열린 촛불집회와 도심행진에 주최 측 추산 30만명이 참가했다. 당초 경찰이 교통을 이유로 행진금지를 통고했는데 법원의 가처분으로 합법적으로 행진을 하였다.